# 山本太郎 (詩人)

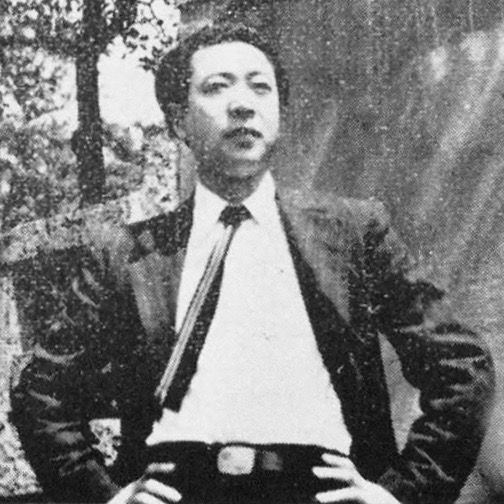
山本太郎

山本 太郎（やまもと たろう、1925年（大正14年）11月8日 - 1988年（昭和63年）11月5日）は、日本の詩人。
画家山本鼎と、北原白秋の妹イヱ（家子）との長男として東京府荏原郡入新井町（現：東京都大田区）に生まれる。旧制佐賀高校から東京大学文学部独文科卒。詩誌『零度』ののち、1951年（昭和26年）『歴程』同人となり、1954年（昭和29年）第一詩集『歩行者の祈りの歌』を刊行。以後数多くの詩集・評論を上梓した。
父が国柱会の信者だったこともあり、1968年（昭和43年）に「霊廟讃歌」を献詩した。
1970年（昭和45年）『覇王紀』で読売文学賞受賞。1975年（昭和50年）『ユリシィズ』『鬼火』で藤村記念歴程賞受賞。墓所は江戸川区国柱会・妙宗大霊廟。

## 著書
- 『歩行者の祈りの唄-詩集』　書肆ユリイカ、1954年。
- 『山本太郎詩集』　大岡信編、書肆ユリイカ〈今日の詩人双書〉、1957年。
- 『愛の詩歌集-記紀万葉から現代まで』　社会思想研究会出版部〈現代教養文庫〉、1960年。
- 『ゴリラ』　書肆ユリイカ、1960年。
- 『単独者の愛の唄-詩集』　東京創元社、1961年。
- 『日本の詩歌』　社会思想社〈現代教養文庫〉、1962年。
- 『西部劇』　思潮社〈現代日本詩集〉、1963年。（文学書林〈天山文庫〉、1973年。）
- 『詩のふるさと-山本太郎詩論集』　思潮社、1965年。
- 『糺問者の惑いの唄-詩集』　思潮社、1967年。
- 『山本太郎詩集』　思潮社〈現代詩文庫〉、1968年。
- 『覇王紀』　思潮社、1969年。
- 『詩の作法』　社会思想社〈現代教養文庫〉、1969年。
- 『死法-詩集』　八坂書房、1971年。
- 『言霊-明治・大正の歌人たち』　文化出版局、1973年。
- 『揚力切断』　冬樹社、1973年。
- 『サハラ放浪-文明ぎらいの旅2万キロ』　読売新聞社、1974年。
- 『日日祭文-山本太郎詩集』　思潮社、1974年。
- 『現代詩読本』　東京美術、1974年。
- 『鬼文-詩集』　青土社、1975年。
- 『ユリシィズ-長篇叙事詩』　思潮社、1975年。
- 『水炎経-詩集』　八坂書房、1977年。
- 『山本太郎詩全集』全4巻、思潮社、1978年。
- 『山の彼方の』　山と渓谷社、1980年。
- 『白秋めぐり』　集英社、1982年。
- 『騎馬の道-アフガニスタン・イラン紀行』　集英社、1983年。
- 『スサノヲ』　筑摩書房、1983年。
- 『沈黙脳が歌ひだす-詩集』　八坂書房、1985年。
- 『詩のたのしみ-言葉の不思議』　平凡社、1985年。
- 『譚詩集（おはなししゅう）』　ライクウォータ、1989年。
- 『誰かが呼んでゐる-山本太郎遺稿詩集』　遺稿詩集刊行会、1994年。

### 編著
- 『ポケット日本の名詩 - 青春のアンソロジー』　平凡社、1983年。

## 翻訳
- ハイジ ヨハンナ・スピリ 文化出版局 1981（世界の童話）
- ピーターとおおかみ セルゲイ・プロコフィエフ 佑学社 1984